# Bernhard Mair
Bernhard Mair (Brunico, 20 giugno 1971) è un ex bobbista italiano.

## Biografia
Atleta del Centro Sportivo Esercito di Roma, venne ingaggiato dalla Nazionale di bob dell'Italia, con cui partecipò alle prime due manche della gara di bob a quattro delle Olimpiadi di Lillehammer 1994, sostituito poi da Stefano Ticci nelle ultime due manche. L'equipaggio azzurro di Italia-II si classificò al 9º posto.
Ai Campionati italiani di bob 1994 vinse la medaglia di bronzo in coppia con Christian Caldara.